# Победнице европских првенстава у атлетици на отвореном — 20 километара ходање
Освајачице медаља на Европским првенствима у атлетици на отвореном у дисциплини 20 километара ходање, која је у програму од Европског првенства у Минхену 2002., приказане су у следећој табели са постигнутим резултатима, рекордима и билансом освојених медаља по земљама и појединачно у овој дисциплини. Резултати су приказани у формату сати:минути:секунде.

## Освајачице медаља на Европским првенствима на отвореном
| Европско првенство    |                              | Резултат    |                              | Резултат |                              | Резултат |
| Минхен 2002. детаљи   | Олимпијада Иванова · Русија  | 1:26:42 РЕП | Јелене Николајева · Русија   | 1:28:20  | Ерика Алфриди · Италија      | 1:28:33  |
| Гетеборг 2006 детаљи  | Рита Турава · Белорусија     | 1:27:08 РЕП | Олга Канискина · Русија      | 1:28:35  | Елиза Ригауда · Италија      | 1:28:37  |
| Барселона 2010 детаљи | Аниса Кирдјапкина · Русија   | 1:28:55     | Вера Соколова · Русија       | 1:29:32  | Мелани Зегер · Немачка       | 1:29:43  |
| Цирих 2014 детаљи     | Елмира Алембекова · Русија   | 1:27:56     | Људмила Ољановска · Украјина | 1:28:07  | Анежка Драхотова · Чешка     | 1:28:08  |
| Берлин 2018 детаљи    | Марија Перез · Шпанија       | 1:26:36 РЕП | Анежка Драхотова · Чешка     | 1:27:03  | Антонела Палмисано · Италија | 1:27:30  |
| Минхен 2022 детаљи    | Антигони Дрисбиоти · Грчка   | 1:29:03     | Катаржина Здијебло · Пољска  | 1:29:20  | Саскија Фајге · Немачка      | 1:29:25  |
| Рим 2024 детаљи       | Антонела Палмисано · Италија | 1:28:08     | Валентина Траплети · Италија | 1:28:37  | Људмила Ољановска · Украјина | 1:28:48  |
| Бирмингем 2026        |                              |             |                              |          |                              |          |

## Биланс медаља
| #               | Држава          |   |   |   |    |
| --------------- | --------------- | - | - | - | -- |
| 1.              | Русија          | 3 | 3 | 0 | 6  |
| 2.              | Италија         | 1 | 1 | 3 | 5  |
| 3.              | Белорусија      | 1 | 0 | 0 | 1  |
| 3.              | Шпанија         | 1 | 0 | 0 | 1  |
| 3.              | Грчка           | 1 | 0 | 0 | 1  |
| 6.              | Чешка           | 0 | 1 | 1 | 2  |
| 6.              | Украјина        | 0 | 1 | 1 | 2  |
| 8.              | Пољска          | 0 | 1 | 0 | 1  |
| 9.              | Немачка         | 0 | 0 | 2 | 2  |
| Укупно 9 земаља | Укупно 9 земаља | 7 | 7 | 7 | 21 |

|    | Атлетичарка                  |   |   |   |   |
| -- | ---------------------------- | - | - | - | - |
| 1. | Антонела Палмисано · Италија | 1 | 0 | 1 | 2 |
| 2. | Анежка Драхотова · Чешка     | 0 | 1 | 1 | 2 |
| 2. | Људмила Ољановска · Украјина | 0 | 1 | 1 | 2 |